# Theobald Metzger von Weibnom
Theobald Metzger, baron von Weibnom, est né le 21 décembre 1626 à Kettenheim dans le Landgraviat de Hesse, Saint-Empire, et est décédé le 23 février 1691 à La Haye dans les Provinces-Unies. Sa carrière militaire l'amena à servir les Provinces-Unies en tant que gouverneur de Breda et lieutenant-général de cavalerie.

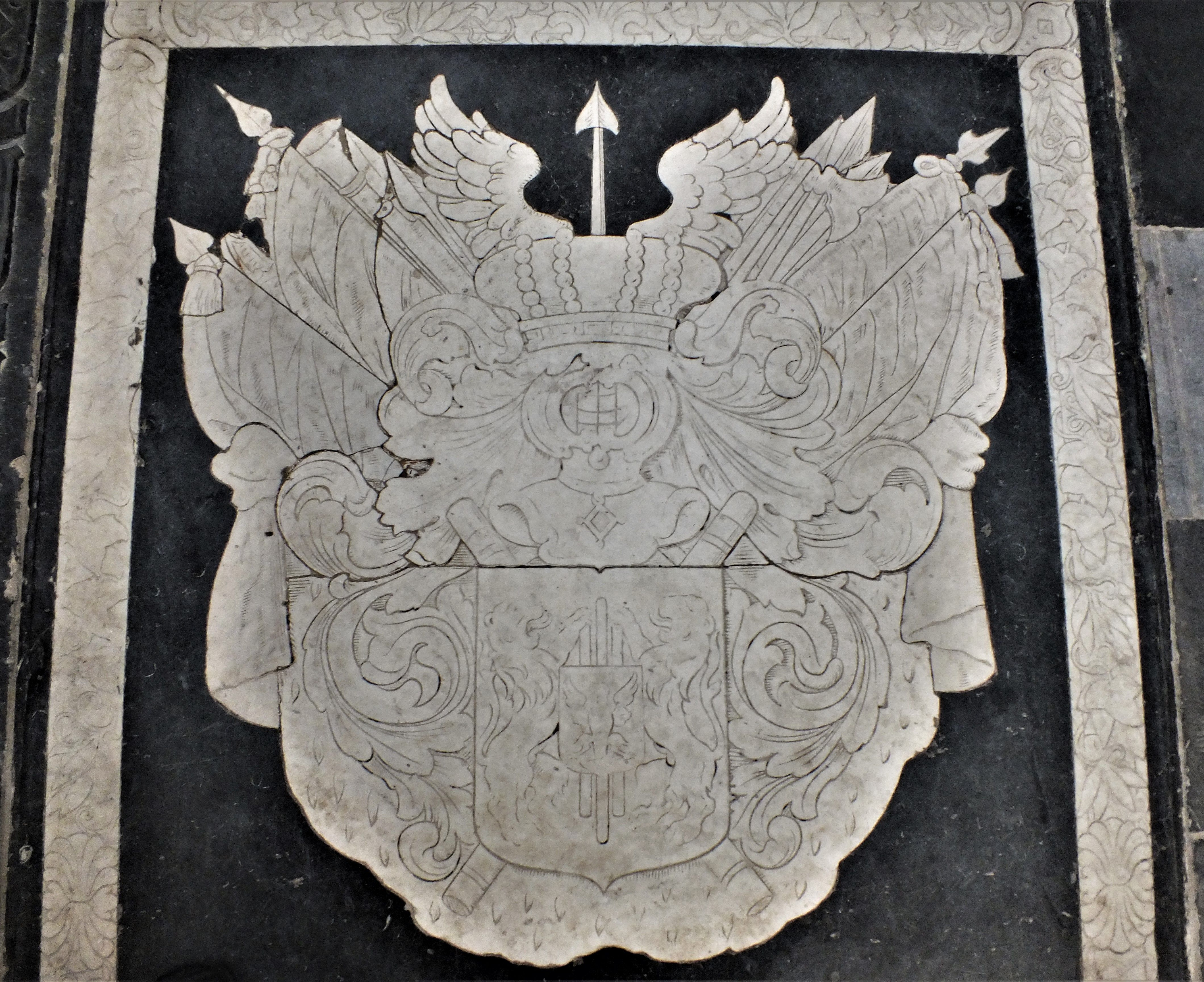
Pierre tombale du baron Theobald Metzger von Weibnom, décédé le 23 février 1691, tombe localisée dans l'église Grote Kerk de Breda, Pays-Bas

## Biographie
Né pendant la guerre de Trente Ans, le 21 décembre 1626 à Kettenheim, en Allemagne,, ses parents Mathias Metzger de Hugsweiler et Anne Marie Leppert de Webenheim le confient au Pasteur de Webenheim qui le prend en charge et l'éduque.
Vers 18 ans, il quitte Webenheim, et parcourt la France et la Bavière, où il acquiert une certaine expérience militaire, avant d'aboutir à Vienne où il entre au service de Charles, duc de Lorraine, qu'il accompagne dans les Provinces-Unies.
Il s'enrôle sous le drapeau des Provinces-Unies le 18 octobre 1672,,. Il est nommé colonel d'un régiment de cavalerie le 26 octobre 1672,, et s'illustre en 1674 à la bataille de Seneffe, aux commandes de la troisième brigade de cavalerie de l'aile gauche.
Le 23 septembre 1675, il est promu général-major. Le 25 mars 1677, après un séjour à Breda, il participe à la bataille de Montcassel (11 avril 1677). Le 5 septembre 1677, à la tête de trois mille cavaliers, il se bat contre les Français dans la région de Bavay et capture un château.
Il devient gouverneur de Breda le 1er décembre 1678, puis commissaire général de la cavalerie.
Nommé lieutenant général le 20 octobre 1683, il s'illustre en 1690 à la bataille de Fleurus.

### Décès et succession
Il fait son testament le 2 février 1691 devant son secrétaire et sept témoins.
En 1691, comme tous les nobles du pays, il se rend à La Haye pour prêter allégeance à Guillaume III, roi d’Angleterre et régent des Pays-Bas. Peu après son arrivée à la résidence du duc de Chamburg, il est frappé d’apoplexie et malgré les tentatives du médecin personnel du roi, il meurt le jour même, le 23 février 1691.
Par décret en date du 24 février 1691, le roi décide de gérer la succession dans l'attente du règlement de celle-ci, et de lui rendre les plus grands honneurs et de l’inhumer dans la  grande église de Breda . Il y est enterré le 19 mars 1691,.
À sa mort, sa fortune est évaluée à 20 millions de florins. Célibataire, et sans enfants, il a désigné par testament ses frères et sœurs comme héritiers. Toutefois ces dispositions ne furent jamais respectées ; les nombreuses requêtes des descendants de ses frères et sœurs restèrent sans suite jusqu'à nos jours[réf. nécessaire],.
Ayant remporté le procès intenté contre l'État hollandais avant la première guerre mondiale, les héritiers avaient refusé à l'époque l'indemnisation jugée trop faible à leurs yeux.[réf. nécessaire]
Une pétition réclamant l'intervention du gouvernement français auprès des tribunaux néerlandais
est examinée à la séance du 19 décembre 1848 de l'Assemblée Nationale, il y est expliqué qu'à la mort de Theobald Metzger, le droit d'aubaine était en vigueur, et que la succession a été dévolue de manière incontestable et par actes authentiques en totalité au roi  Guillaume III d'Angleterre, en sa qualité de baron de Bréda.

## Héraldique
Voici le blason supposé du Baron dont le contour se retrouve sur sa pierre tombale.
| Armoiries                                                    | Blasonnement | Image |
| ------------------------------------------------------------ | --- | ----- |
| Armoiries personnelles du baron Theobald Metzger von Weibnom | "De gueules à l'écusson d'argent orné d'une aigle sable, accompagné de deux lions d'or affrontés tenant chacun un bâton d'azur séparé par un troisième bâton d'azur plus long." Les références le donnent sans écusson central,. En description de la tombe il est dit: "Trois poteaux étroits raccourcis, accompagnés de deux lions ascendants, et d'un écusson central chargé avec une aigle." Dans l'armorial il est blasonné : "de gueules à deux lions affrontés d'or, chacun tenant un pôle azur avec leurs pattes antérieures; entre les deux un pôle azur légèrement plus long. Casque couronné : trois pôles azur. Couvertures: d'azur et de gueules." Il est précisé que ces armes ont été immatriculées par Johann Theobald von Weibenum le 31 janvier 1688 au "fränkischen Reichsritterschaft, Kanton Rhön-Werra". |       |